# Пётр Барбон
Пётр Барбон, Пьетро ди Барбона (итал. Pietro di Barbona, неизвестно — 1588, Львов) — львовский архитектор итальянского происхождения.

## Биография
Скорее всего, происходил из местности Барбона в Италии (в частности, так утверждал Тадеуш Маньковский). По мнению Владислава Лозинского, был итальянцем из Швейцарии.

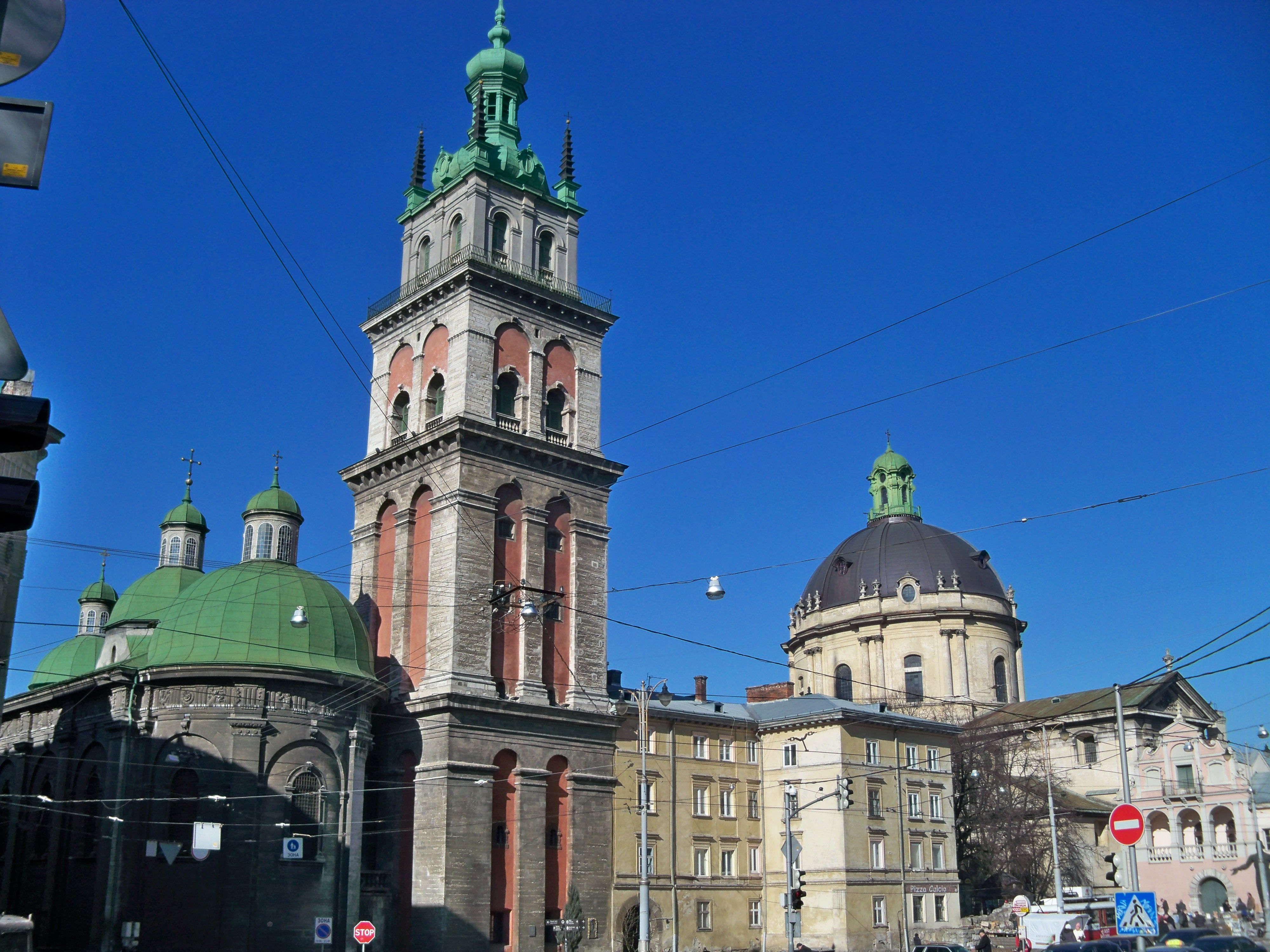
Башня Корнякта

Жил в Львове в 50 — 80-х годах XVI века. Не входил в созданный 1582 году строительных цех и, вероятно, не принимал гражданства Львова. Проживал в доме на улице Краковской. Работал преимущественно совместно с Павлом Римлянином. Построил на средства львовского мещанина, торговца Давида Русина, последнюю кондигнацию башни — звонницу при братской Успенской церкви, которая обрушилась в 1570 году. После иска Давида Русина в суд Барбон вернул ему 310 злотых.
Построил новую колокольню при Успенской церкви вместе с Павлом Римлянином, носящую название башня Корнякта. Лозинский предполагал, что её образцом была башня Санто-Спирито в Риме, а Сочинский указывал на сходство её с башнями костёлов Мадонны-дель-Орто и святого Стефана в Венеции. Также построил дворец на площади Рынок, 6 в стиле итальянского Возрождения для купца Константина Корнякта (1571—1580, по мнению Владислава Лозинского и Богдана Януша). По заказу мещанина Томаша Альберте устроил монументальный колодец на площади Рынок (не сохранился). Барбон имел большое влияние на творчество украинских архитекторов Павла Римлянина и Амвросия Благосклонного. Сохранилось завещание Барбона от 1588 года, который для исследователей стал основным источником сведений о его жизни.

## Потомки
Во второй половине XVII века некоторые потомки Петра Барбона поселяются в Остерском уезде Черниговской губернии. Там возле села Зазимье основывают стеклянный промысел — гуту. Со временем ассимилируются с местным населением, из-за чего в Зазимье становится распространенным фамилия Барбон.
Среди них можно выделить историка Николая Барбона и Нину Барбон, которая во время Второй мировой войны участвовала в одной из подпольных киевских организаций и была убита немцами в 1943 году.